# بهاران (فیلم)
بهاران (انگلیسی: Springtime) یک فیلم کمدی صامت کوتاه آمریکایی به کارگردانی جس رابینز است که در سال ۱۹۲۰ منتشر شد. از بازیگران این فیلم می‌توان به اولیور هاردی، اولین نلسون و جیمی اوبری اشاره کرد.